# Afrikanska spelen
Afrikanska spelen, (före 2012 Allafrikanska spelen, Panafrikanska spelen), hölls första gången 1965 och är ett sportevenemang öppet för hela Afrika. Internationella olympiska kommittén har givit officiellt godkännande av spelen som ett kontinentalt fler-sportevenemang, tillsammans med panamerikanska spelen och asiatiska spelen.

## Bakgrund
De moderna olympiska spelens "fader" Pierre de Coubertin föreslog panafrikanska spelen 1920. Många kolonialmakter var mindre intresserade, och fruktade att det skulle kunna skapa en afrikansk enighet, och slänga ut kolonialmakterna. 
Man försökte anordna spel i Alger 1925 och Alexandria år 1928, men misslyckades trots förberedelser. Internationella olympiska kommitténs första afrikanska ledamot, Greklands-födda kortdistanslöparen Angelo Bolanaki från Egypten, donerade pengar för att bygga ett stadion, men det blev inga spel på tre decennier. 
I början av 1960-talet hade fransktalande länder i Afrika börjat anordna "Vänskapsspelen" I Madagaskar 1960 och Elfenbenskusten 1961. 1963 års spel skulle hade förlagts till Senegal. Men då de afrikanska ungdoms- och sportministrarna möttes i Paris 1962; och då några engelsktalande länder ocjkså deltog, beslutade man att börja anordna Panafrikanska spelen. 
I juli 1965 hölls de första spelen (numera allafrikanska spelen) i Brazzaville, Republiken Kongo. 2 500 deltagare från omkring 30 länder deltog , och Egypten tog flest medaljer. 
1966 inrättades Supreme Council of Sport in Africa (SCSA) i Bamako; it för att styra spelen. Andra upplagan skulle hållas i Mali 1969, men efter en militärkupp där blev spelen inställda. Lagos erbjöd sig att arranger spel 1971. Spelen kunde hållas igen 1973, då Biafrakriget tagit slut 
1978 års spel var förlagda till Algeriet, men de sköts upp på grund av tekniska prolem. Näst spel var planerade till Kenya 1983, sköts sedan upp till 1985 för att 1987 anordnas i Nairobi. Sedan dess har det dock fungerat att hålla spelen vart fjärde år, i takt med den olympiska rytmen.

## Tävlingarna
| Årtal | Spel | Värd         | Datum                  | Länder   | Deltagare | Sporter  |
| ----- | ---- | ------------ | ---------------------- | -------- | --------- | -------- |
| 1965  | I    | Brazzaville  | 18–25 juli             | 30       | 2500      | 10       |
| 1969  |      | Bamako       | Inställd               | Inställd | Inställd  | Inställd |
| 1973  | II   | Lagos        | 7–18 januari           | 36       |           | 12       |
| 1978  | III  | Alger        | 13–28 juli             | 45       | 3000      | 12       |
| 1987  | IV   | Nairobi      | 1–12 augusti           | 41       |           | 14       |
| 1991  | V    | Kairo        | 20 september–1 oktober | 43       |           | 18       |
| 1995  | VI   | Harare       | 13–23 september        | 46       | 6000      | 19       |
| 1999  | VII  | Johannesburg | 10–19 september        | 51       | 6000      | 20       |
| 2003  | VIII | Abuja        | 5–17 oktober           | 50       |           | 22       |
| 2007  | IX   | Alger        | 11–23 juli             | 52       |           | 27       |
| 2011  | X    | Maputo       | 3–18 september         | 53       | 5000      | 20       |
| 2015  | XI   | Brazzaville  | 4–19 september         | 54       | 15000     | 22       |
| 2019  | XII  | Rabat        | 19–31 augusti          | 54       | 4386      | 26       |
| 2023  | XIII | Accra        | 8–23 mars 2024         |          |           |          |

## Medaljställning
Medaljställning genom tiderna i afrikanska spelen (till och med afrikanska spelen 2019).
| Pl. | Nation    | Guld | Silver | Brons | Totalt |
| --- | --------- | ---- | ------ | ----- | ------ |
| 1   | Egypten   | 650  | 504    | 481   | 1635   |
| 2   | Nigeria   | 470  | 428    | 428   | 1326   |
| 3   | Sydafrika | 397  | 362    | 295   | 1064   |
| 4   | Algeriet  | 310  | 312    | 400   | 1022   |
| 5   | Tunisien  | 264  | 244    | 277   | 781    |
| 6   | Kenya     | 134  | 144    | 164   | 442    |
| 7   | Senegal   | 65   | 71     | 153   | 289    |
| 8   | Etiopien  | 45   | 54     | 75    | 174    |
| 9   | Kamerun   | 41   | 79     | 137   | 248    |
| 10  | Marocko   | 40   | 44     | 61    | 145    |